# Stolas

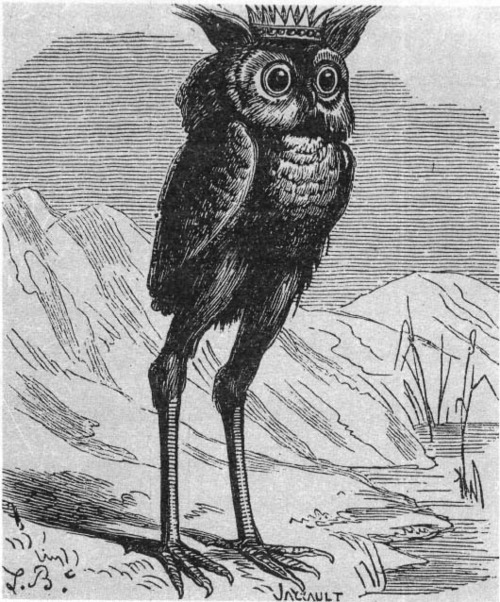
El demonio Stolas. Collin de Plancy, Diccionario Infernal.

Stolas es un demonio que aparece ilustrado en el Dictionnaire Infernal editado en 1863 y descrito por Collin de Plancy y en el Pseudomonarchia daemonum de Johann Wier de 1583.
En la demonología, Stolas es un gran príncipe del infierno que ordena a veintiséis legiones de demonios (veinticinco según algunos autores). Además, enseña astronomía y conocimiento sobre plantas tóxicas, hierbas y piedras preciosas.
Es representado como un búho coronado con piernas largas, como un cuervo o como un hombre.

## En la cultura popular
Stolas es un personaje de la serie Helluva Boss creada por Vivziepop en el 2019 con un piloto de la serie, en la que aparece representado como un búho antropomorfo de rasgos similares a los vistos en los descritos por el Diccionario infernal.
- Datos: Q16634528
- Multimedia: Stolas (demon) / Q16634528